# Tálknafjörður
Tálknafjörður – miejscowość w północno-zachodniej Islandii, w regionie Fiordów Zachodnich, położona nad fiordem o tej samej nazwie. Na początku 2018 roku zamieszkiwało ją 231 osób.
Miejscowość rozwinęła się jako osada rybacka. Współcześnie rozwija się tutaj również turystyka, w szczególności wędkarstwo morskie. Dzięki aktywności geotermalnej w okolicach Tálknafjörður skorzystać można z naturalnych basenów termalnych. Gorąca woda zasila także lokalny basen oraz hodowle ryb. W mieście znajdują się: bank, poczta, supermarket, odkryty basen i bar przekąskowy.
Miejscowość połączona jest drogą nr 63 z sąsiednimi miejscowościami Patreksfjörður i Bíldudalur. Wszystkie trzy miejscowości obsługiwane są przez lokalne autobusy.